# Pavel Vasiljevič Čičagov
Pavel Vasiljevič Čičagov (rusko Па́вел Васи́льевич Чича́гов), ruski mornariški častnik, * 8. julij 1767, Sankt Peterburg, † 20. avgust 1849, Pariz, Francija.
Bil je admiral in minister za vojno mornarico iz časa napoleonskih vojn ter sin admirala Vasilija Jakovljeviča Čičagova.

## Življenjepis
Izhajal je iz plemiške družine Čičagovih, ki je spadala k plemstvu Kostromske gubernije. Njegov oče je bil admiral Vasilij Jakovljevič Čičagov. V vojsko se je vključil z 12 leti. Leta 1782 se je udeležil plovbe v eskadri, ki jo je vodil njegov oče, takrat že viceadmiral, ki je plula iz Kronštata v Livorno. Z odliko je služil v rusko-švedski vojni (1788–1790), ko je poveljeval linijski ladji Rostislav in bil odlikovan z redom svetega Jurija IV. stopnje ter zlatim mečom z napisom "Za pogum".
Leta 1802 je postal viceadmiral, leta 1807 pa admiral in minister za vojno mornarico. Leta 1812 ga je car Aleksander I. postavil za poveljnika Donavske armade in Črnomorske flote. Leta 1812 je bil okrivljen zato, da je dovolil Napoleonu uiti med Berezinsko bitko. Leta 1813 je bil odpuščen in naslednje leto je odšel v Francijo ter se ni nikoli vrnil v Rusijo.